# Aphnaeus lilacinus
Aphnaeus lilacinus är en fjärilsart som beskrevs av Moore 1884. Aphnaeus lilacinus ingår i släktet Aphnaeus och familjen juvelvingar. Inga underarter finns listade i Catalogue of Life.